# 1607 год
1607 (ты́сяча шестьсо́т седьмо́й) год  по григорианскому календарю — невисокосный год, начинающийся в понедельник. Это 1607 год нашей эры, 7‑й год 1‑го десятилетия XVII века 2‑го тысячелетия, 8‑й год 1600‑х годов. Он закончился 418 лет назад.
| Пн | Вт | Ср | Чт | Пт | Сб | Вс |
| 1  | 2  | 3  | 4  | 5  | 6  | 7  |
| 8  | 9  | 10 | 11 | 12 | 13 | 14 |
| 15 | 16 | 17 | 18 | 19 | 20 | 21 |
| 22 | 23 | 24 | 25 | 26 | 27 | 28 |
| 29 | 30 | 31 |    |    |    |    |

| Пн | Вт | Ср | Чт | Пт | Сб | Вс |
|    |    |    | 1  | 2  | 3  | 4  |
| 5  | 6  | 7  | 8  | 9  | 10 | 11 |
| 12 | 13 | 14 | 15 | 16 | 17 | 18 |
| 19 | 20 | 21 | 22 | 23 | 24 | 25 |
| 26 | 27 | 28 |    |    |    |    |

| Пн | Вт | Ср | Чт | Пт | Сб | Вс |
|    |    |    | 1  | 2  | 3  | 4  |
| 5  | 6  | 7  | 8  | 9  | 10 | 11 |
| 12 | 13 | 14 | 15 | 16 | 17 | 18 |
| 19 | 20 | 21 | 22 | 23 | 24 | 25 |
| 26 | 27 | 28 | 29 | 30 | 31 |    |

| Пн | Вт | Ср | Чт | Пт | Сб | Вс |
|    |    |    |    |    |    | 1  |
| 2  | 3  | 4  | 5  | 6  | 7  | 8  |
| 9  | 10 | 11 | 12 | 13 | 14 | 15 |
| 16 | 17 | 18 | 19 | 20 | 21 | 22 |
| 23 | 24 | 25 | 26 | 27 | 28 | 29 |
| 30 |    |    |    |    |    |    |

| Пн | Вт | Ср | Чт | Пт | Сб | Вс |
|    | 1  | 2  | 3  | 4  | 5  | 6  |
| 7  | 8  | 9  | 10 | 11 | 12 | 13 |
| 14 | 15 | 16 | 17 | 18 | 19 | 20 |
| 21 | 22 | 23 | 24 | 25 | 26 | 27 |
| 28 | 29 | 30 | 31 |    |    |    |

| Пн | Вт | Ср | Чт | Пт | Сб | Вс |
|    |    |    |    | 1  | 2  | 3  |
| 4  | 5  | 6  | 7  | 8  | 9  | 10 |
| 11 | 12 | 13 | 14 | 15 | 16 | 17 |
| 18 | 19 | 20 | 21 | 22 | 23 | 24 |
| 25 | 26 | 27 | 28 | 29 | 30 |    |

| Пн | Вт | Ср | Чт | Пт | Сб | Вс |
|    |    |    |    |    |    | 1  |
| 2  | 3  | 4  | 5  | 6  | 7  | 8  |
| 9  | 10 | 11 | 12 | 13 | 14 | 15 |
| 16 | 17 | 18 | 19 | 20 | 21 | 22 |
| 23 | 24 | 25 | 26 | 27 | 28 | 29 |
| 30 | 31 |    |    |    |    |    |

| Пн | Вт | Ср | Чт | Пт | Сб | Вс |
|    |    | 1  | 2  | 3  | 4  | 5  |
| 6  | 7  | 8  | 9  | 10 | 11 | 12 |
| 13 | 14 | 15 | 16 | 17 | 18 | 19 |
| 20 | 21 | 22 | 23 | 24 | 25 | 26 |
| 27 | 28 | 29 | 30 | 31 |    |    |

| Пн | Вт | Ср | Чт | Пт | Сб | Вс |
|    |    |    |    |    | 1  | 2  |
| 3  | 4  | 5  | 6  | 7  | 8  | 9  |
| 10 | 11 | 12 | 13 | 14 | 15 | 16 |
| 17 | 18 | 19 | 20 | 21 | 22 | 23 |
| 24 | 25 | 26 | 27 | 28 | 29 | 30 |

| Пн | Вт | Ср | Чт | Пт | Сб | Вс |
| 1  | 2  | 3  | 4  | 5  | 6  | 7  |
| 8  | 9  | 10 | 11 | 12 | 13 | 14 |
| 15 | 16 | 17 | 18 | 19 | 20 | 21 |
| 22 | 23 | 24 | 25 | 26 | 27 | 28 |
| 29 | 30 | 31 |    |    |    |    |

| Пн | Вт | Ср | Чт | Пт | Сб | Вс |
|    |    |    | 1  | 2  | 3  | 4  |
| 5  | 6  | 7  | 8  | 9  | 10 | 11 |
| 12 | 13 | 14 | 15 | 16 | 17 | 18 |
| 19 | 20 | 21 | 22 | 23 | 24 | 25 |
| 26 | 27 | 28 | 29 | 30 |    |    |

| Пн | Вт | Ср | Чт | Пт | Сб | Вс |
|    |    |    |    |    | 1  | 2  |
| 3  | 4  | 5  | 6  | 7  | 8  | 9  |
| 10 | 11 | 12 | 13 | 14 | 15 | 16 |
| 17 | 18 | 19 | 20 | 21 | 22 | 23 |
| 24 | 25 | 26 | 27 | 28 | 29 | 30 |
| 31 |    |    |    |    |    |    |

## События

### Европа
- 1507—1622 — Португало-персидская война. Ряд вооружённых конфликтов между колониалистской Португалией и вассальным Ормузом, с одной стороны, и Сефевидской империей, поддерживаемой англичанами, с другой[1].
- 1511—1641 — Малайско-португальская война. Вооружённый конфликт XVI-XVII веков, в котором Малаккский султанат при поддержке империи Мин, Голландской Ост-Индской компании (с 1607) и Джохора безуспешно сопротивлялся Португальской империи, стремившейся захватить Малакку и установить контроль над торговлей между Индией и Китаем[2].
- 1566—1609 — первый этап Нидерландской буржуазной революции (Восьмидесятилетняя война). Религиозно-идеологическая, политическая и социально-экономическая борьба Семнадцати провинций за независимость от испанского владычества[3].
  - 25 апреля — морская битва при Гибралтаре (см. 1621 год)[4].
- 1600—1611 — Польско-шведская война[5].
- 1601—1661 — Голландско-португальская война. Вооружённый конфликт, в котором голландские Ост-Индская и Вест-Индская компании воевали по всему миру против Португальской империи[6].
- 1603—1618 — Турецко-персидская война[7]:
  - 1606—1607 — закончился Ширванский поход Аббаса I[8].
- 1606—1607 — Крымское ханство продолжило разорять южные земли Польши[9].
- 1606—1610 — Могилёвское городское восстание, антифеодальное движение ремесленников и городской бедноты горожан Могилёва[10].
- 1607—1613 — Молдавская война магнатов, когда магнаты из Речи Посполитой вмешивались в дела Молдавии, соперничая с Габсбургами и Османской империей за господство над княжеством (известны как Могиляды)[11].
- 25 апреля — Нидерландский флот уничтожает испанскую эскадру в Битве при Гибралтаре.
- 1 мая — начало полярной экспедиции Генри Гудзона по поиску северного пути из Атлантического океана в Тихий океан.
- 6 июля — битва под Гузовым. Сражение польской гражданской войны, так называемого Рокоша Зебжидовского, в ходе которого королевские войска нанесли поражение отрядам восставшей польской шляхты. В сражении свой полководческий талант проявили гетманы Жолкевский и Ходкевич[12].
- 30 января-наводнение в Бристольском заливе.
- Крестьянское восстание в Англии (т. н. «Midland revolt»).
- Крестьянские выступления в центральных графствах Англии (Нортгемптоншир, Лестершир) против огораживаний.
- Восстание народных низов в Донауверте. Подавлено. Максимилиан Баварский присоединил Донауверт к своим владениям.
- Крестьянские волнения на Западной Украине.

### Америка
- 13 мая — недалеко от мыса Генри в Чесапикском заливе (Восточное побережье США, штат Виргиния) на острове было основано первое в Северной Америке постоянное поселение европейцев.
- Первая постоянная английская колония в Северной Америке — Виргиния (переселенцы Лондонской компании). 
  - 24 мая — основан Джеймстаун.
- Торрес прибыл на Филиппинские острова и представил властям в Маниле отчёт о своих открытиях.

## Русское государство
Царствование: 1606—1610 — Василий IV Иванович Шуйский
- 1598—1613 — Смутное время[13].
- 1606—1607 — Восстание Болотникова[14]. 
  - 1606—1607 — осада Калуги[14].
  - Начало года — главные силы повстанцев во главе с И.И. Болотниковым, после отступления от Москвы в 1606 году, "сели в осаду" в Калуге. Другие отряды укрепились в Туле. Правительственным войскам удалось вернуть под власть царя большинство городов и крепостей на Рязанщине и Среднем Поволжье, но не удалось установить контроль над сельскими территориями. Астрахань не подчинилась царю. Первые попытки овладеть Тулой царским отрядам не удалась[14].
  - Январь — повстанческие отряды пополнились за счёт запорожцев[14].
  - Январь—февраль — затянулась осада Калуги. Вокруг неё были сконцентрированы главные силы правительства. Повстанцы взорвали и сожгли примёт (насыпь вокруг городской стены для облегчения штурма), отбили несколько приступов и общий штурм царских войск, нанеся значительные потери[14].
  - Первая половина февраля — "царевич Пётр" (Илейка Муромий) перешёл со всеми силами из Путивля в Тулу. Наступавшие на неё по 2 направлениям царские войска, сперва одержав победу под гг. Венёв и Серебряные Пруды, затем потерпели поражение под г. Дедилов, другие их силы были отброшены к Алексину[14].
  - Конец зимы — у осаждённых в Калуге повстанцев обнаружилась нехватка боеприпасов и продовольствия[14].
  - 5 марта — из Тулы в Калугу был направлен большой обоз с боеприпасами и продовольствием, но в ожесточённом бою на р. Вырка (сражение продолжалось более суток), не захотевшие сдаваться казаки подорвали себя на бочках с порохом[14].
  - К маю — масштабы голода, болезней и нехваткой боеприпасов у повстанцев в Калуге резко возросли[14].
  - 13 мая — после разгрома царских войск в битве на Пчельне отрядом повстанцев во главе с А.А. Телятевским, Болотников успешно снимает осаду Калуги[14].
  - Середина мая — повстанцы перешли из Калуги в Тулу[14].
  - Апрель — правительством началась производиться полная мобилизация военных и материальных сил[14].
  - 21 мая — Василий Шуйский оставляет Москву на попечение брата Дмитрия, князей Одоевского и Трубецкого, а сам выступает с частью своего войска в поход и через несколько дней входит в Серпухов. Здесь он приносит клятву не возвращаться в столицу до тех пор пока либо победит, либо сложит голову[15].
  - 31 мая — начался "царский поход" на Тулу, а отдельные подразделения блокируют крепости находившиеся под контролем повстанцев[14].
  - 15-17 (по другим данным 3-5[15]) июня — Сражение на речке Восьма между правительственными войсками и армией повстанцев, которые потерпели поражение от отборных конных царских отрядов[14].
  - 22 июня (ст.ст. 12) — Сражение на речке Воронья между царскими войсками и повстанческой армией. Последняя попытка повстанцев переломить ход военных действий[14].
  - Конец июня — царская армия под руководством М.В. Скопина-Шуйского развернулась под стенами Тулы, плотно блокировала все коммуникации[14].
  - Конец сентября — возведена плотина на р. Упа, из-за сильных дождей город и крепость оказались затопленные[14].
  - 20 октября (10 ст.ст) — Взятие Тулы царскими войсками и подавление восстания. И.И. Болотников и "царевич Пётр" и другие предводители были выданы царю[14].
  - Октябрь—ноябрь — правительство не рискнуло пойти на массовые казни, как в 1606 году, и после принятия присяги царю "тульские сидельцы" были распущены по домам[14].
  - Болотников И.И. сослан в Каргополь, где и утоплен в следующем году[16].
- Январь — Илейка Муромец побывал в Белоруссии, где ожидалось появление Лжедмитрия II[17].
  - На Северщене и других местах, занятых повстанцами, Илейка Муромец, как "принц крови" учинил расправы над служилыми людьми — изменниками "царю Дмитрию"[17].
  - Присягнувшие Лжедмитрию I бояре и дворяне составили Боярскую думу при "царевиче Петре", получали воеводские назначения и оттеснили от власти прежних руководителей повстанческого движения[17].
  - 1—я половина февраля — Илейка Муромец с небольшим войском совершил поход из Путивля в Тулу, где соединился с войсками Болотникова[17].
  - 10 (20) октября — после сдачи Тулы царским властям, Илейка Муромец был выдан вместе с другими предводителями восстания царю Василию Шуйскому (см. 1608 год)[17].
- 20 февраля — в Успенском соборе Московского Кремля при большом стечении народа патриарх Гермоген провёл всенародное церковное покаяние с целью прощения всех совершенных в годы Смуты клятвопреступлений, в том числе и прощения самого царя Василия Шуйского целовавшего крест самозванцу[15].
- 9 марта — Василий Шуйский вместе с Боярской думой и Освященным собором принимает Уложение, направленное на восстановление и укрепления правопорядка в стране. Устанавливался 15-летний срок сыска беглых крестьян, вводятся суровые наказания (торговая казнь, штрафы) за их укрывательство или подстрекательства к побегу[15].
- Конец мая — в Нижнем Поволжье, части северских городов и крепостей появился Лжедмитрий II[14].
  - 12 июня — появление в Стародубе нового претендента на престол — Лжедмитрия II (Тушинский вор), которого также поддерживают поляки и казаки. Лжедмитрий II временно избирает Стародуб своей столицей[18].
  - А.И. Лисовский, чтобы избежать наказания за участие в Сандомирском рокоше, вместе с 200 участниками ушёл в Русское государство и присоединился в Трубчевске к войску Лжедмитрия II. Убедил возглавлявшего его войско М. Меховецкого в целесообразности похода на Брянск[19].
  - Ноябрь-декабрь — Безуспешная осада Брянска войском Лжедмитрия II[19].
- Март и июнь — тюменский воевода Годунов Матвей Михайлович организовал два успешных похода против "Кучумовых царевичей"[20].
- В Томске калмыцкие послы обещают быть в российском подданстве[21].
- В Сибири взят первый ясак от кузнецких татар[21].
- Пожалован Думным дьяком: Телепнёв Василий Григорьевич[22].
- Пожалование Думным дворянином: Полтев Григорий Иванович[23].
- Пожалованы окольничеством: Головин Фёдор Васильевич, Головин Семён Васильевич, Измайлов Артемий Васильевич, Татищев Михаил Игнатьевич, Щелкалов Василий Яковлевич[23].

### Руководители приказов
| Года      | Приказ            | Ф,И,О главы                  | Примечания  |
| --------- | ----------------- | ---------------------------- | ----------- |
| 1606-1610 | Посольский приказ | Телепнёв Василий Григорьевич | Думный дьяк |
| 1607-1610 | Поместный приказ  | Телепнёв Василий Григорьевич | Думный дьяк |
|           |                   |                              |             |

## Начало правления
См. также: Список глав государств в 1607 году

## Наука и искусство
- Галилео Галилей высказал идею о конечности скорости распространения света и провёл эксперименты по её определению.
- Комета Галлея в очередной раз посетила Солнечную систему.
- Основана миланская библиотека Аброзиана. Сегодня в её фондах более 30.000 старинных манускриптов.

## Родились
- См. также: Категория:Родившиеся в 1607 году
  - 24 марта — Рюйтер, Михаэль Адриансзон (1607—1676), нидерландский адмирал.
  - Джон Гарвард — английский миссионер, в честь которого назван Гарвардский университет.
  - Пауль Герхардт — немецкий лютеранский теолог и наряду с Мартином Лютером самый значительный автор текстов духовных лютеранских песнопений.
  - Антуан Гомбо, шевалье де Мере — французский писатель, участвовал в дискуссии о возможности решения «проблемы точек» — одной из классических проблем теории вероятностей.
  - Янош Кемени — трансильванский князь.
  - Ян Ливенс — нидерландский художник.
  - Мадлен де Скюдери — французская писательница, представительница прециозной литературы.
  - Анна Мария ван Схурман — немецкая и нидерландская поэтесса, гравёр, разносторонний учёный.
  - Вацлав Холлар — чешский график и рисовальщик.

## Скончались
- См. также: Категория:Умершие в 1607 году
  - 19 июня — Иов (Патриарх Московский), первый Патриарх Московский (1589—1605).
  - Алессандро Аллори — итальянский (флорентийский) живописец, представитель маньеризма.
  - Цезарь Бароний — католический историк, кардинал, член конгрегации ораторианцев.
  - Джиорджио Баста — итальянский генерал, граф, наместник княжества Трансильвания в 1601—1604 годах
  - Ганс Вредеман де Врис — нидерландский архитектор, художник и инженер.
  - Газы II Герай — хан Крыма в 1588—1596 и 1596—1607 годах (в 1596 году его правление ненадолго прерывалось воцарением Фетиха I Герая). Сын Девлета I Герая, брат Исляма II Герая.
  - Гвидобальдо дель Монте — итальянский математик, механик, астроном и философ, друг и покровитель Галилея.
  - Епископ Гедеон — русский церковный и политический деятель, православный епископ Львовский и Каменец-Подольский (1569—1607).
  - Густав Шведский — сын короля Эрика XIV и несостоявшийся жених Ксении Годуновой.
  - Гиллис ван Конингсло — пейзажист нидерландской школы.
  - Луццаско Луццаски — итальянский композитор, органист, клавесинист, педагог, автор мадригалов.
  - Мария Магдалина де Пацци — католическая святая, монахиня-кармелитка, мистик.
  - Микеле Руджери — католический священник-иезуит, один из основателей (вместе с Маттео Риччи) первой иезуитской мисси в Китае (вне находящегося под португальским управлением Макао).
  - Доменико Фонтана — итальянский архитектор и инженер раннего барокко.
  - Якоб ван Хемскерк — голландский мореплаватель и адмирал, капитан голландской ост-индской компании.
  - Элеонора Прусская — принцесса Прусская, в замужестве курфюрстина Бранденбурга.Михаил Адриансзон де Рюйтер

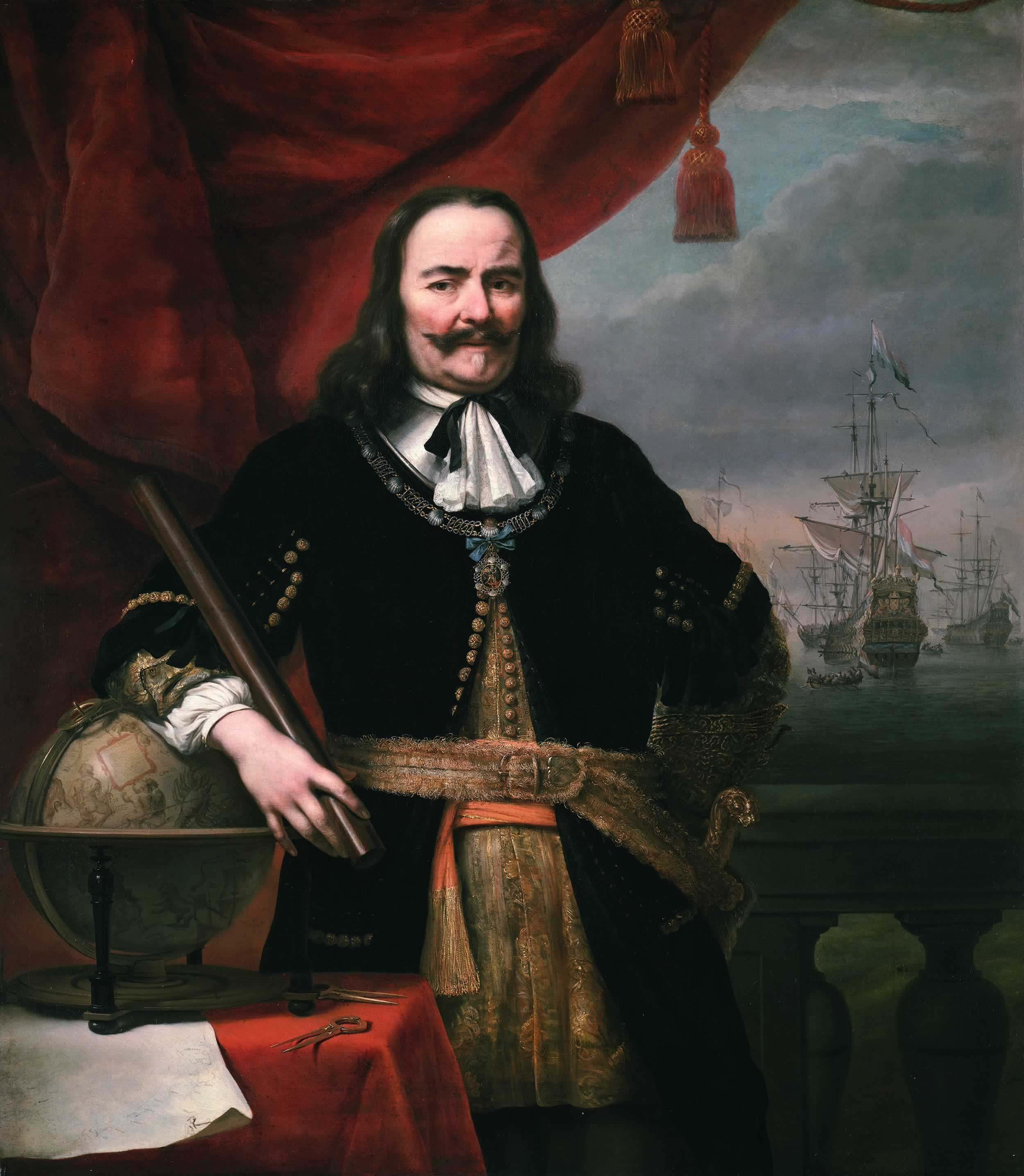
Михаил Адриансзон де Рюйтер

## См. также

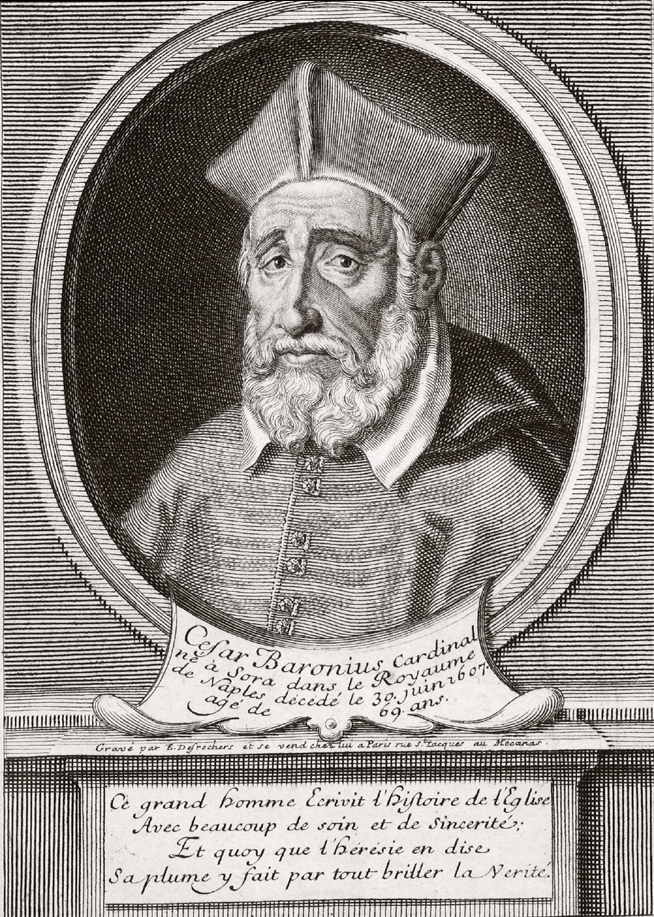
Цезарь Бароний